# Агапит (Введенский)
Архимандри́т Ага́пит (в миру Пётр Ива́нович Введе́нский; 1799, село Козлятьево, Покровский уезд, Владимирская губерния — 28 мая 1877, Москва) — архимандрит Новоспасского монастыря в Москве и член Московской синодальной конторы.

## Биография
Родился в семье священника. После семинарского курса окончил курс магистром в Московской духовной академии в 1828 году.
Принял монашеский постриг, был инспектором Владимирской семинарии, а с 1834 по 1842 гг. ректор Вифанской семинарии.
В 1842 году отказался от училищных должностей, — как объяснял митрополит Филарет в донесении Св. Синоду, частью по нездоровью, частью по любви к жизни собственно монастырской.
7 августа 1852 года переведён из Иосифова Волоколамского в Новоспасский монастырь, с назначением членом Синодальной конторы и благочинным ставропигиальных монастырей.
В 1856 году участвовал в короновании Императора Александра ІІ. Тогда же возникло предположение об избрании его в епископы, но он отклонил это предложение, а митрополит Филарет писал, что если бы избрание совершилось, то не надолго, потому что он подвержен природной застенчивости, по которой с затруднением произносит поучение в большом собрании, «хотя я предварительно уверяю его, что поучение назидательно и достойно занять внимание слушателей». Св. Синодом поручено было Агапиту исправление 1-й части «Истории Российской иерархии»; но что сделано им по этому поручению — неизвестно. В 1858 году, в связи с проектом реставрации предков дома Романовых, представил митрополиту «Список предков царствующего дома Романовых, с определением мест, где кто из них почивает в Новоспасском монастыре».
Агапит вёл строжайшую постническую жизнь. Строгий исполнитель монашеского устава, преследовавший неумолимо небрежность в богослужении и выполнении долга, Агапит отдавал все, что мог, неимущим.
Скончался 28 мая 1877 года после продолжительной болезни. Погребён под папертью собора Новоспасского монастыря в заранее приготовленной им могиле.